# Dodanga
Dodanga là một chi bướm đêm thuộc họ Crambidae.

## Species
- Dodanga cristata Hampson, 1891
- Dodanga lobipennis Moore, 1884-87